# Winodań wachlarzowata
Winodań wachlarzowata, borasus wachlarzowaty, winna palma (Borassus flabellifer) – gatunek drzewa z rodziny arekowatych, pierwotnie występująca od Indii po Półwysep Malajski. 

## Morfologia

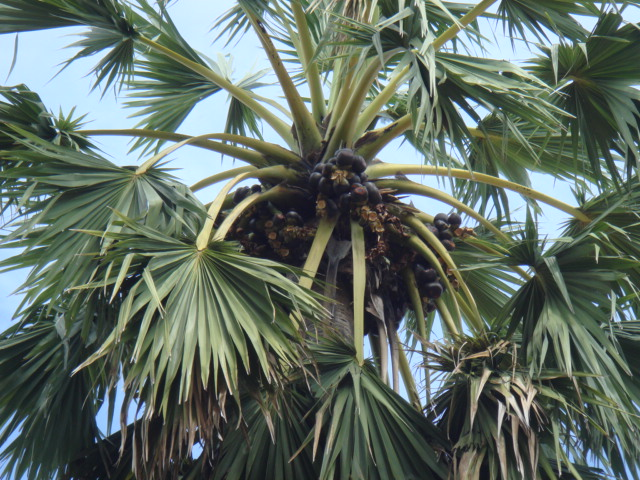
Roślina owocująca

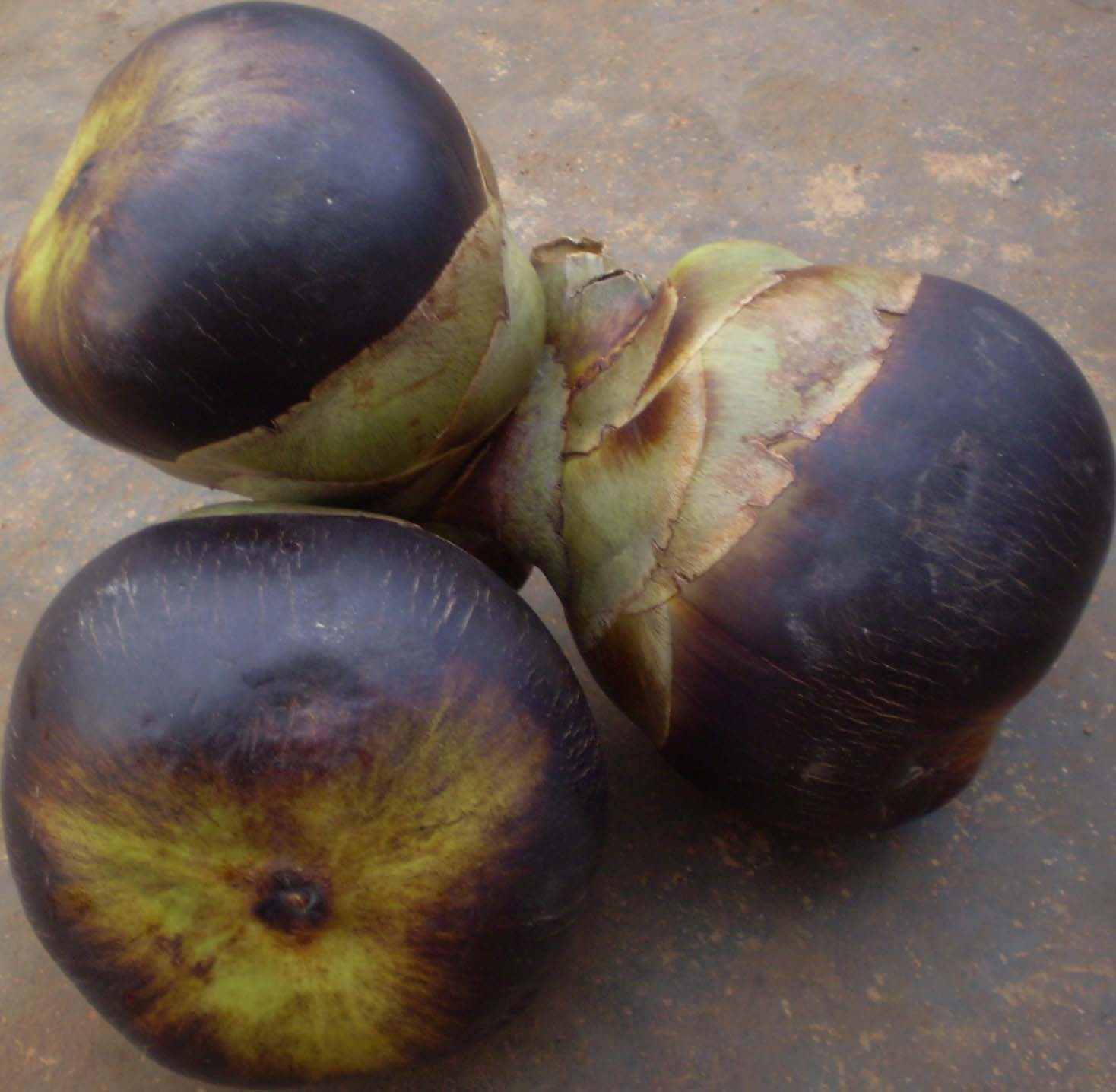
Owoce

PokrójWysokość do 30 m. Kulista wachlarzowata korona.
LiścieWachlarzowate, średnica do 3 m. Ogonki liściowe nieregularnie ząbkowane.
KwiatyRóżne na drzewach męskich i żeńskich.
OwoceNieco spłaszczone, okrągławe, o średnicy do 20 cm. Zazwyczaj zawierają trzy nasiona.

## Zastosowanie
- Słodki sok pobierany z kwiatostanów wykorzystywany jest do produkcji cukru palmowego i wina palmowego.
- Miąższ owoców jest jadalny na surowo.
- Dawniej liści używano jako materiału do pisania. Sporządza się z nich maty, kapelusze itd.
- Drewno używane w budownictwie wodnym i meblarskim.
- Rozcięte męskie kwiaty tej rośliny sprzedaje się jako element ozdobny pod nazwą "baranie rogi" "palm ring"[4].